# Uraiqit Ramsaran
Uraiqit Hanafi Ramsaran is een Surinaams politicus. Van 2020 tot 2025 was hij minister van Sociale Zaken en Volkshuisvesting en Transport, Communicatie en Toerisme in het kabinet-Santokhi. Sindsdien is hij minister van Defensie in het kabinet-Simons.

## Biografie

### Achtergrond
Ramsaran is ondernemer. Hij is onder meer de talen Javaans en Sarnami Hindoestani machtig en lid van de politieke partij Pertjajah Luhur (PL). Hij kandideerde in Commewijne op plaats 3 van de gedeelde PL/ABOP-lijst tijdens de verkiezingen van 2020.

### Sociale Zaken en Volkshuisvesting
In juli 2020 was Ramsaran een van de twee PL-leden die een ministerspost verwierf in het kabinet-Santokhi. Op 16 juli werd hij beëdigd als minister van Sociale Zaken en Volkshuisvesting. De afspraak met de ABOP, om Ramsaran een jaar lang dit ambt te laten uitoefenen, liet ABOP-leider Ronnie Brunswijk eind 2021 schieten omwille van zijn goede relatie met PL-leider Paul Somohardjo.
In 2021 vestigde Ramsaran zich in Saramacca om daar de PL te ondersteunen.

### Transport, Communicatie en Toerisme
Ramsaran stapte per 13 december 2023 over over naar het ministerie van Transport, Communicatie en Toerisme, waar hij Albert Jubithana opvolgde. Op Sociale Zaken volgt Ines Pané hem op.
Tijdens de verkiezingen van 2025 stond hij op nummer 2 van de lijst van de PL.

### Defensie
Op 16 april 2025 trad hij aan als minister van Defensie in het kabinet-Simons.